# Oksana Fadejeva
Oksana Fadejeva (Russisch:Оксана Владимировна Фадеева) (Gorki, 16 maart 1975) is een Russische tafeltennisser. Ze speelt rechtshandig met de penhoudergreep. Ze nam deel aan de Olympische Zomerspelen 2000, Olympische Zomerspelen 2004 en Olympische Zomerspelen 2008.

## Belangrijkste resultaten
- Europees kampioen dubbelspel op de Europese kampioenschappen met Rūta Garkauskaitė in 2010
- Europees kampioen dubbelspel op de Europese kampioenschappen met Rūta Garkauskaitė in 2011
- Verliezend finalist gemengddubbel op de Europese kampioenschappen met Fjodor Koezmin in 2007
- Derde plaats dubbelspel op de Europese kampioenschappen met Veronika Pavlovitsj in 2008
- Derde plaats dubbelspel op de Europese kampioenschappen met Rūta Garkauskaitė in 2009